# Daguerréotypes
Daguerréotypes, es un documental francés del año 1975 dirigido por Agnès Varda. Describe la vida cotidiana de un día cualquiera en la Rue Daguerre de París
- Datos: Q3011914